# Mosejnije-je Sofla
Mosejnije-je Sofla (pers. مثينيه سفلي) – wieś w południowym Iranie, w ostanie Bushehr. W 2006 roku miejscowość liczyła 120 osób w 14 rodzinach